# Даниела Йорданова
Вижте пояснителната страница за други личности с името Даниела Йорданова.
Даниела Йорданова е българска лекоатлетка. С постигнати седем национални рекорда и множество медали от европейски и световни първенства, тя е една от най-успешните български лекоатлетки.

## Биография
Родена е в град Сливница на 8 март 1976 година. Започва да се занимава с лека атлетика на 11-годишна възраст. Започва професионалната си кариера през 1994 година, когато започва да работи с треньора Димитър Василев. Дотогава Даниела тренира в Самоков в Спортно училище „Никола Велчев“, след неуспешен опит да влезе в спортното училище на ЦСКА.
Йорданова представлява България на Летните олимпийски игри през 2000 и 2004 г.
Дълго време контузии пречат на състезателката да се класира във финалните тройки на най-високи форуми, но въпреки това тя успява да стане бронзова медалистка от Европейско първенство през 2006 година.
Йорданова печели бронзови медали от световните първенства по лека атлетика в Осака (на открито) през 2007 г. и във Валенсия (на закрито) през 2008 г., след отнемане на медалите на Елена Соболева и Юлия Фоменко.
Постига най-големите си успехи на 1 500 метра и държи най-добрите постижения в България при жените на 2 000 (5:35.85), 3 000 (8:30.59), 5 000 (14:56.95) и 10 000 метра (32:40.23), както и тези в зала на 1 500 (4:04.19) и 3 000 метра (8:47.45).
През 2007 г. Йорданова е избрана от журналистите за номер 1 в леката атлетика на България.
През 2008 г. Йорданова е санкционирана заради употреба на допинг, като ѝ е забранено да се състезава в продължение на 2 години, до 18 август 2010 г. Тя подновява състезателната си дейност през 2011 г.
От края на 2015 г. се занимава с треньорска дейност.
Почетен гражданин на град Сливница.

## Отличия
- Пета на Европейското първенство в Гент 2000 г., нов национален рекорд на 3000 м. в зала (8.47.45)
- Девета на Олимпийските игри в Сидни 2000 на 5000 м. с национален рекорд (14.56.95)
- Пета на Световното първенство в зала в Лисабон на 1500 м. (4.12.79)
- Пета на Европейското първенство в зала, Виена 2002 на 1500 м.
- Пета и на Европейското на открито във Виена 2002 на 1500 м.
- Седма на Световното първенство в Париж 2003 на 1500 м. (4.02.34)
- Четвърта на Световното първенство в зала, Будапеща 2004 на 1500 м. (4.08.52)
- Пета на Олимпийските игри в Атина 2004 на 1500 м. с 3.59.10 (втората българка „слязла“ под 4 мин. на 1500 м.)
- Трета на Световното първенство на открито, Осака 2007 на 1500 м.[6]
- Трета на Световното първенство в зала, Валенсия 2008 г. нов национален рекорд на 1500 м. (4:04.19)[3]